# متروی بوسان
متروی بوسان (انگلیسی: Busan Metro) سیستم قطار شهری زیرزمینی در شهر بوسان، کره جنوبی است.
این مترو که در سال ۱۹۸۵ تأسیس شده دارای ۴ خط، ۱۰۲ ایستگاه و ۱۰۹٫۵ کیلومتر طول می‌باشد.

## نگارخانه

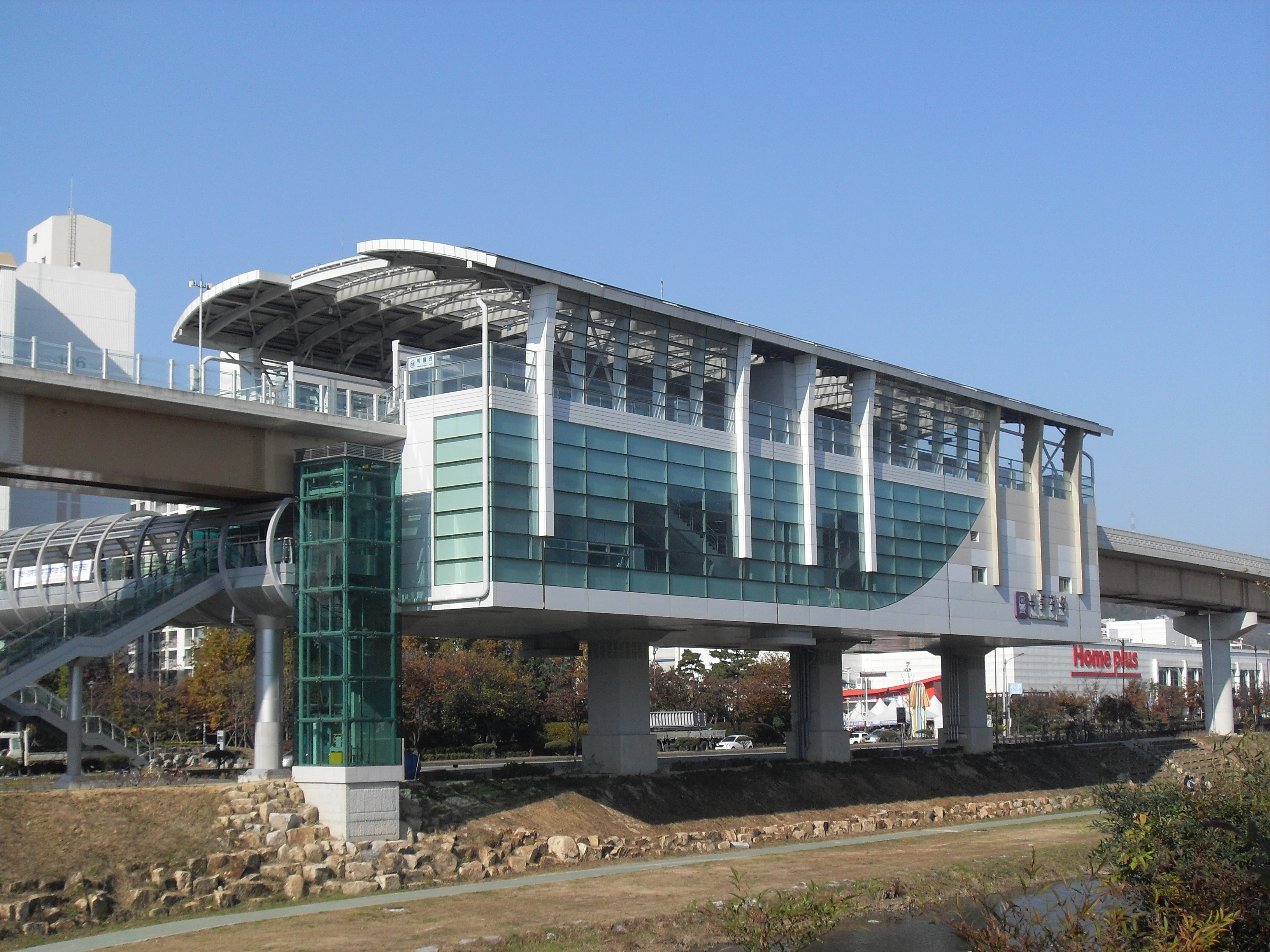
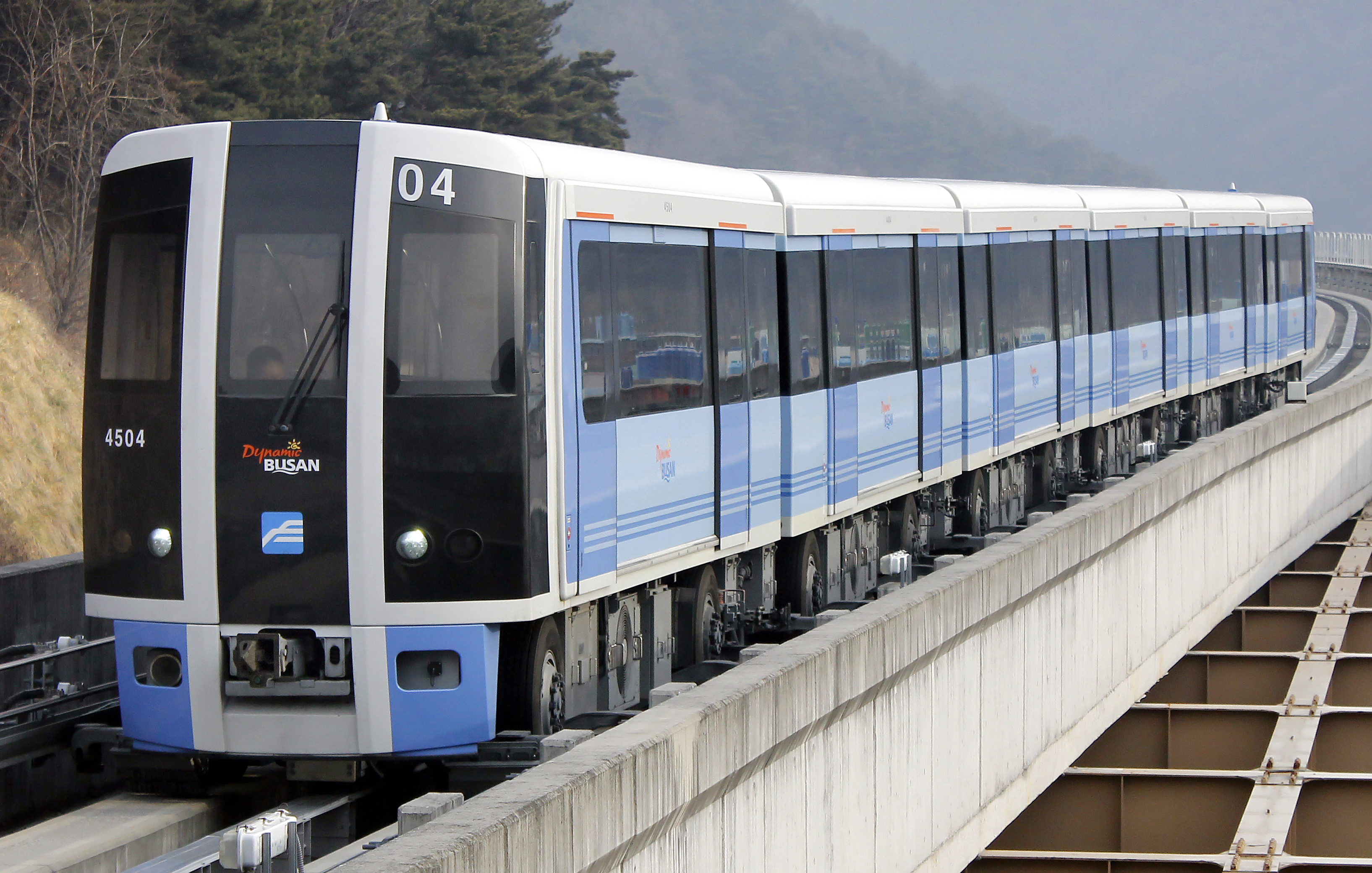
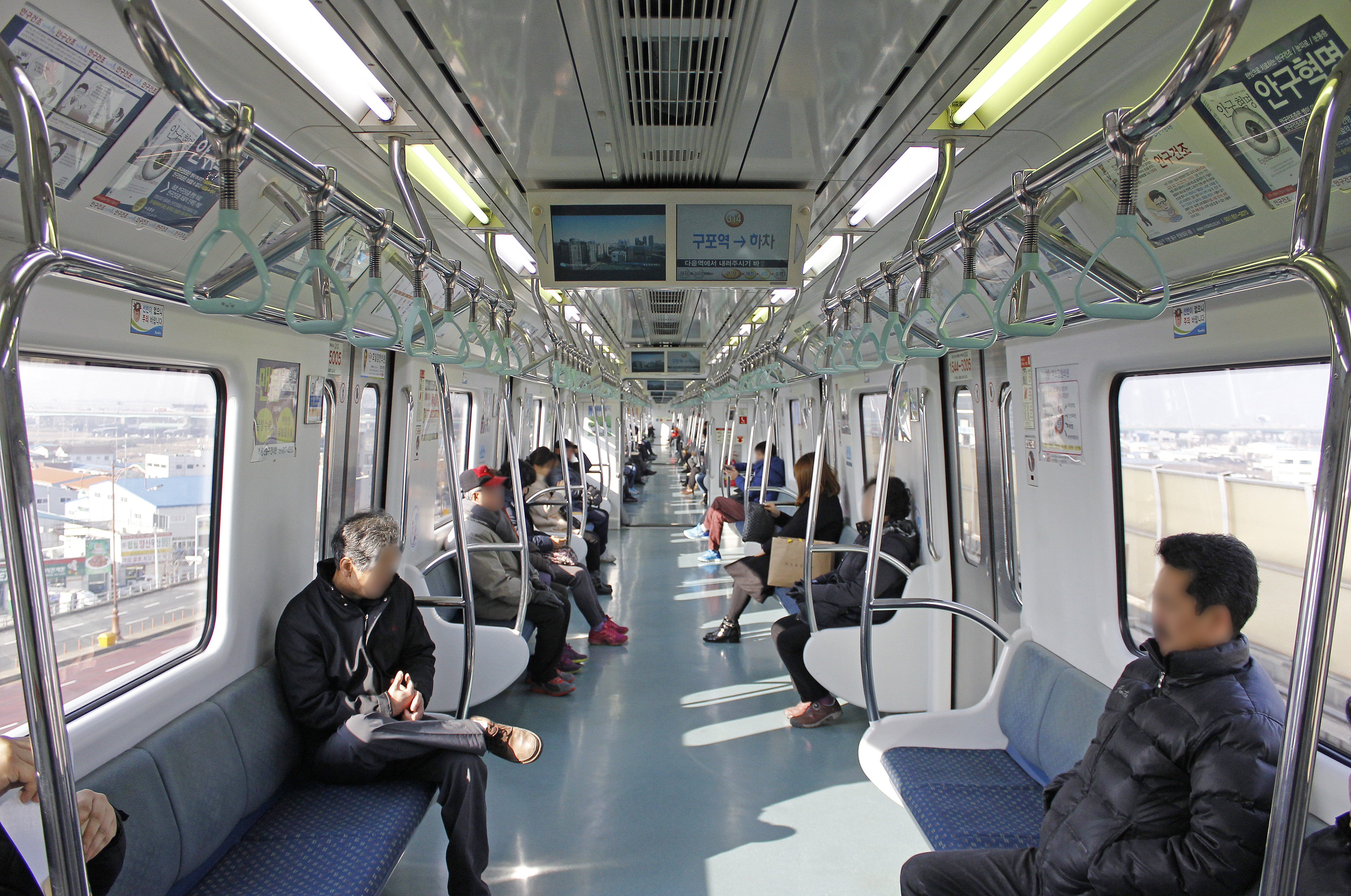
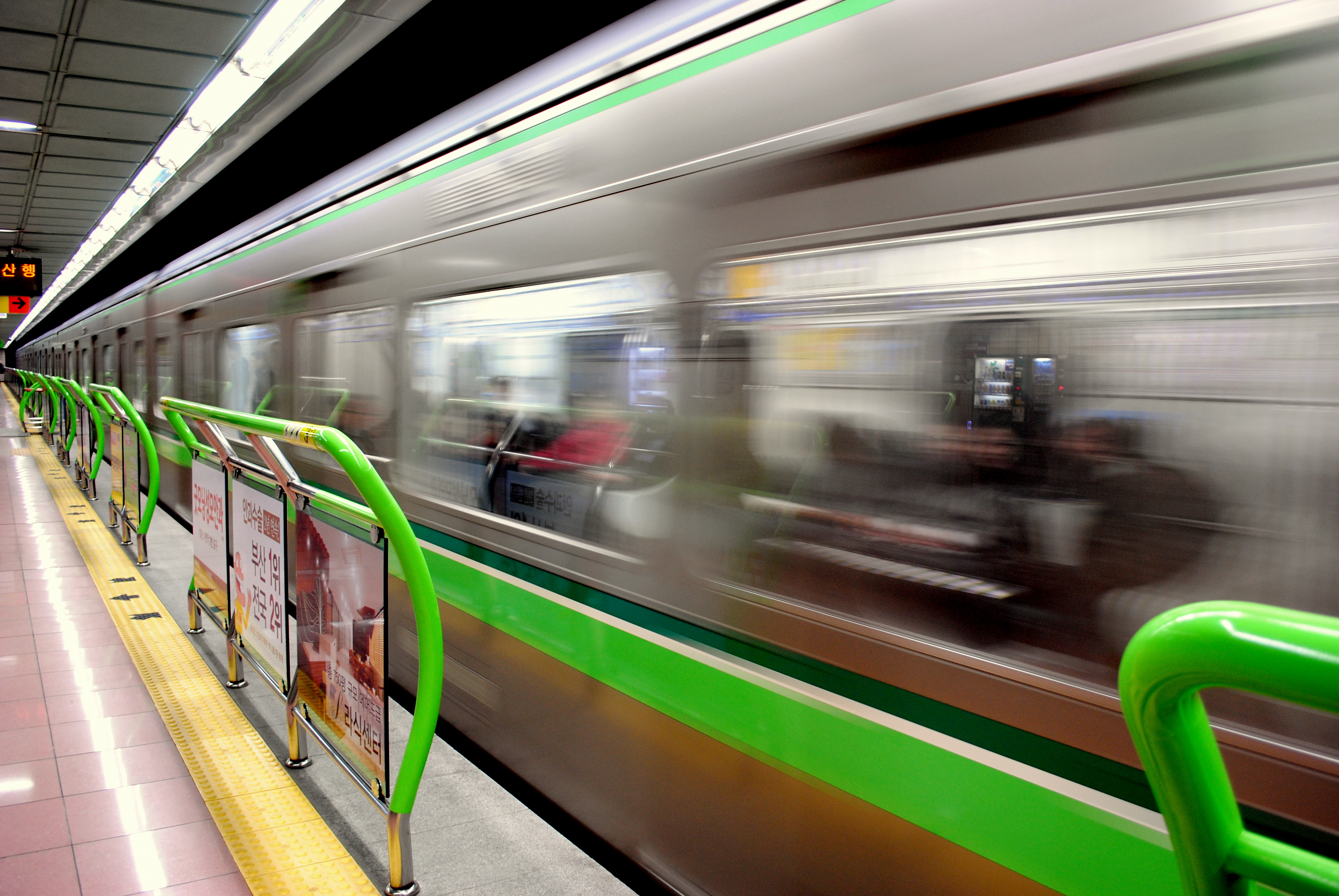
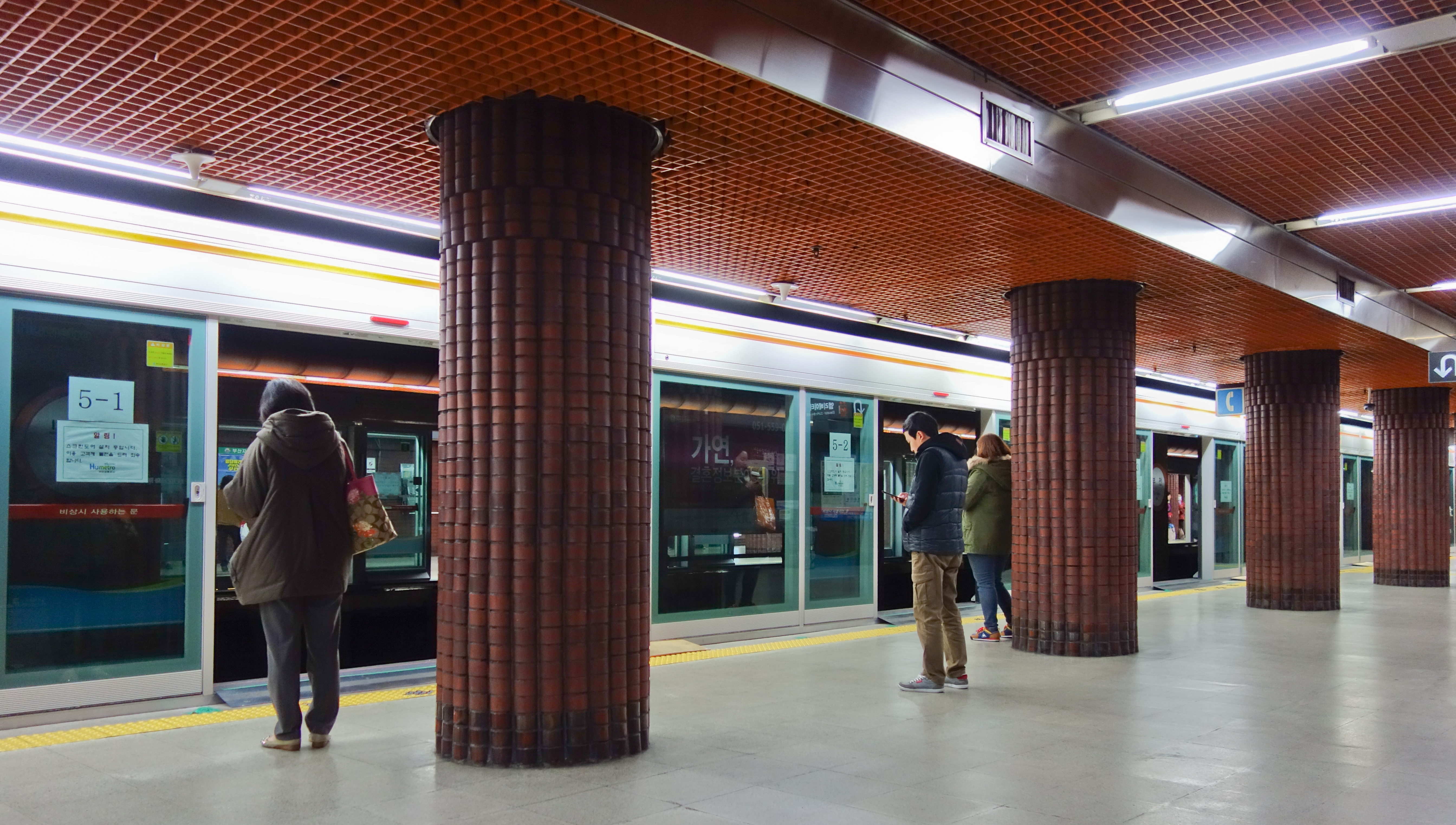
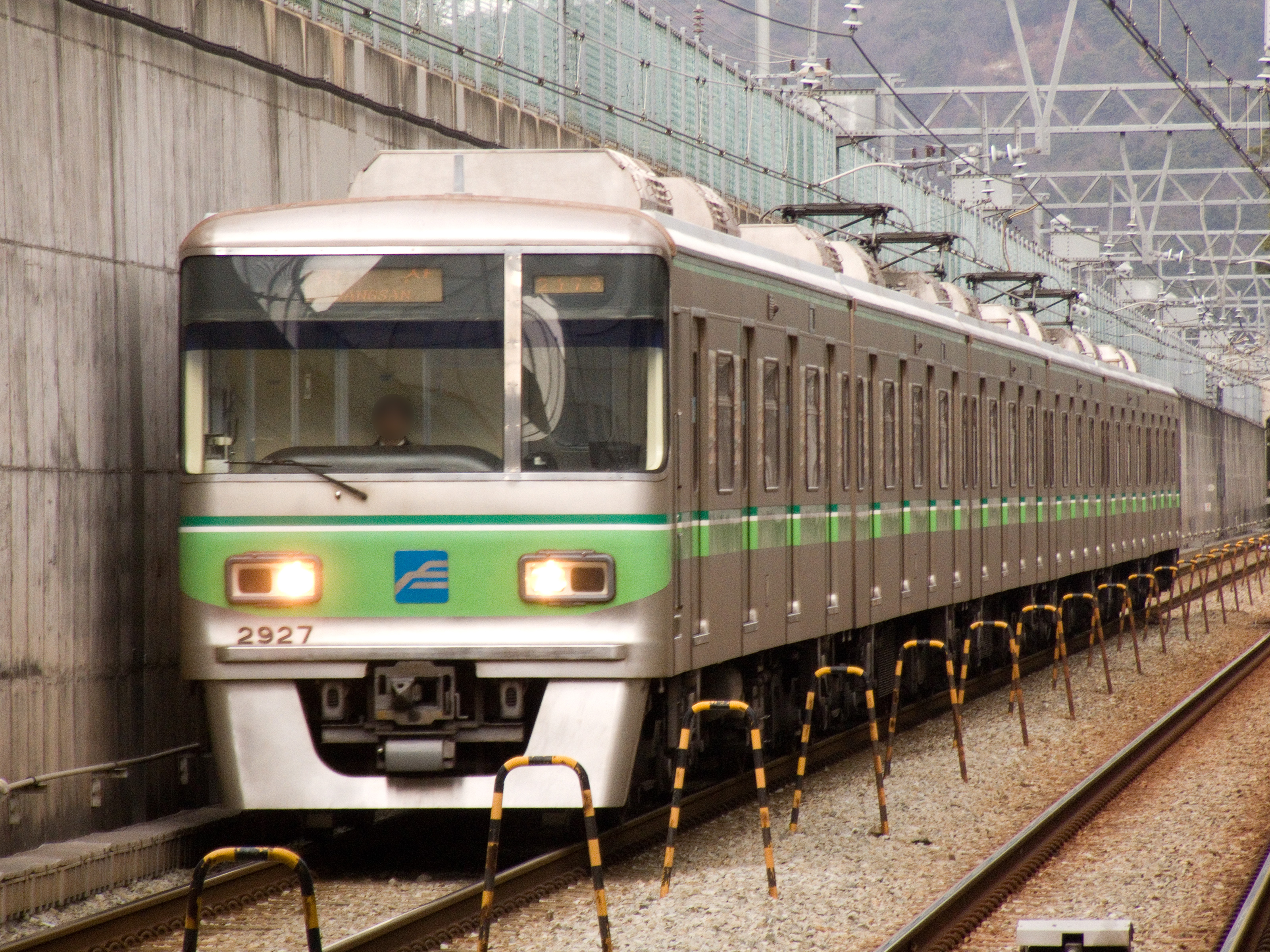
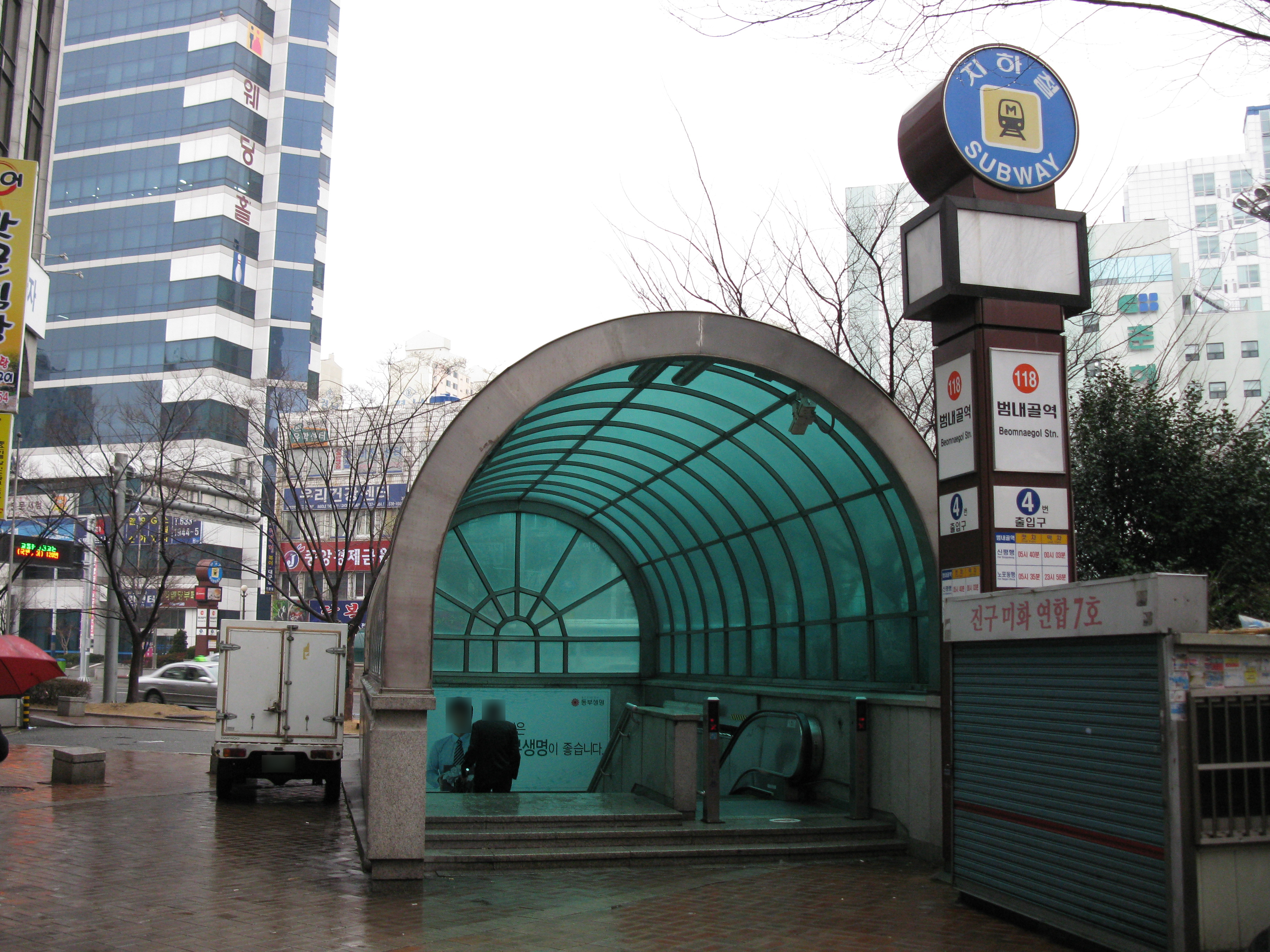